# Glina (Belarus)
Glina (ryska: Глина) är ett vattendrag i Belarus.   Det ligger i voblasten Homels voblast, i den östra delen av landet, 240 km sydost om huvudstaden Minsk.
I omgivningarna runt Glina växer i huvudsak blandskog. Runt Glina är det ganska glesbefolkat, med 25 invånare per kvadratkilometer.